# رسلان مينغازوف
رسلان كاميلييفيتش مينغازوف (بالتركمانية: Ruslan Kamilýewiç Mingazow) (ولد في 23 نوفمبر 1991 في عشق آباد، تركمانستان) لاعب كرة قدم دولي تركمانستاني يجيد اللعب في مركز الجناح الأيمن وبدرجة أقل الجناح الأيسر والوسط المهاجم. يلعب حاليا لصالح كاسبي الذي ينافس في دوري كازاخستان الممتاز منذ 2021.